# Зеленоклинівські пороги
Зеленоклинівські пороги — ландшафтний заказник місцевого значення, розташований на території Ладижинської міської ради та Губницької сільської ради Гайсинського району Вінницької області вздовж р. Південний Буг. Оголошений відповідно до Рішення 17 сесії Вінницької облради 5 скликання № 573 від 29.05.2008 р.
Охороняється мальовничий ландшафт Поділля на скелястих схилах долини та порожисте з перекатами і дрібними островами русло річки Південний Буг. Збереження біорізноманіття степових ділянок, місць поширення рідкісних, занесених до Червоної книги України та типових видів рослин, місць оселення рідкісних, занесених до Червоної книги України та типових видів тварин. 

## Опис
«Зеленоклинівські пороги» з групою островів є невід’ємною частиною унікального ландшафту Побужжя. Первозданний навколишній ландшафт, характерний для цієї місцевості, був знищений завдяки інтенсивному веденню сільськогосподарського виробництва. Але в цій частині Побужжя наче сама природа подбала про себе. Лівий берег крутий із виходом гранітних кристалічних порід, що унеможливило використання цих земель для потреб людини. Острови, які розкидані в цій частині р. Південний Буг завдяки водній перепоні також в певній мірі виявилися ізольованими. А це обмежило негативний антропогенний вплив на навколишню природу.
Тут знайшли притулок рідкісні та зникаючи види рослин, які занесені до Червоної книги. Це зокрема: марсилея чотирилиста, сальвінія плаваюча, водяний горіх (чилим), сон-трава чорніюча, скополія карніолійська та багато інших.
Окремі острови вкриті деревною рослинністю, інші-степовою. Фіто та біоценози, які історично на них сформувалися, знаходяться під загрозою знищення і потребують захисту. На цих островах ведеться нерегульований випас худоби, при цьому відбувається знищення найціннішої і найвразливішої аборигенної флори, яка має естетичне, наукове, лікувальне значення. Завдяки специфічній флорі та фауні місцина набуває рис автентичності. 
Цілісну картину природи відтворюють, як рослинний так і тваринний світ у всьому своєму багатстві. Наявність берегової рослинності та значної водної поверхні із скупченням ряски, створює ідеальні умови для розмноження дикої качки, лебедя та інших.
Значна кількість островів створює специфічні умови для безперешкодного гніздування водоплавної птиці. Але відчутного зростання чисельності непомітно через бракон’єрський мисливський промисел. Дбайливого ставлення до себе вимагають земноводні та плазуни. Серед них досить поширеними в цьому місці залишаються: гадюка степова, вуж звичайний, мідянка, дуже рідко зустрічається полоз. На скелястому схилі, який добре прогрівається сонцем полюють на комах зелені ящірки, яких тут налічується два види.
В прибережній смузі р.Південний Буг живуть травяна жаба, ставкова жаба, але популяції їх залишаються невеликими. Річка Південний Буг із великою кількістю заток і проток в межах Зеленого Клину створює сприятливі умови для розмноження риби.
В річці водяться: плітка, карась, сазан, сом, окунь, судак, головень, в’язь, товстолобик, рак. Незважаючи на сприятливі потенційні умови, збагачення рибних ресурсів непомітно. Негативний вплив на зростання рибних запасів спричинює ціла низка об’єктивних і суб’єктивних факторів. Найбільшої шкоди місцевій водній фауні завдає нерівномірне регулювання водяного стоку на греблі Ладижинського водосховища та отруйні викиди забруднених вод на всьому шляху річки Південний Буг.
В  районі  Зеленого  Клину  спостерігається  вихід  гранітного кристалічного щита на поверхню у вигляді терас на крутому береговому схилі,а у річковій долині - у вигляді гранітних порогів. Основою всіх осадових порід є гранітний щит із вкрапленням архаїчних кристалічних утворень - гнейсів. На крутому схилі місцями гранітна основа оголена і позбавлена осадових порід. Кристалічні утворення тут мають вигляд гранітних скель та хаотичних нагромаджень валунів. Але цей природний, своєрідний, прибережний ландшафт р.Південний Буг зазнає руйнування. Близьке залягання граніту спричинило видобування цього важливого будівельного матеріалу відкритим способом - в кар’єрах. Природний вигляд гранітних скель частково був зруйнований. 
Збереження островів в недоторканному стані послугує іархеологічній науці, адже на цих островах знайдені свідчення древніх поселень людей епохи кам’яної доби та періоду ранньої бронзи. На цих островах відомим археологом Хавлюком П.І. були знайдені артефакти, які підтверджують існування поселень Буго-Дністровської культури.
Історичного  вивчення  вимагає  період  будівництва  чисельних гідротехнічних споруд на р. Південний Буг в другій половині XIX сторіччя. Наявність великої кількості перепадів рівня води на всьому шляху цієї водної артерії сприяло інтенсивному будівництву цілої низки водяних млинів. Це спричинило соціально-економічний розвиток Брацлавщини в ті часи, а також сприяло вдосконаленню інженерно-технічної справи по будівництву гідроспоруд без помітного негативного впливу на навколишню природу. Водяні млини того часу являють собою історичну цінність. Зокрема в Зеленому Клину водяний млин мав історичну назву “Мурований”, на жаль, до цього часу він не зберігся. З протилежного боку Бугу є залишки Бакланового млина.
Неабияке рекреаційне значення цей куточок дикої природи має для сучасників. Із року в рік зростає потік туристів, яких приваблює цей унікальний ландшафт. Тут вони мають всі можливості як для активного відпочинку - плавання, веслування на байдарках, водяного слалому, так і для інтелектуального відпочинку - споглядання за чудовими краєвидами, навіювання філософських роздумів, відтворення мальовничої картини дикої природи пензлем. Тут відпочиваючі мають змогу насолодитись всіма перевагами “зеленого туризму”.